# Convergència per la Democràcia Social
La Convergència per la Democràcia Social (en francès: Convergence pour la Démocratie Sociale, CDS) és un partit polític sankarista de Burkina Faso. Va ser fundat el desembre del 2002 com a escissió de la Unió de Demòcrates i Progressistes Independents. És liderat per Djéjouma Sanon.